# BA-30
 BA-30 bylo sovětské polopásové obrněné vozidlo vyvinuté roku 1937. Verze BA-30 vznikla jako pokus o zlepšení jízdních vlastností vozů série BA. Jako základ bylo posloužilo pozměněné šasí z automobilu BA-20 a jeho věž, pásový podvozek byl odvozen od GAZ-60. V roce 1937 vznikla menší zkušební série vozidel, po testech nebylo rozhodnuto pokračovat ve výrobě dalších BA-30. Vozy ze zkušební série se účastnily Zimní války. V případě potřeby mohla přední kola být nahrazena lyžemi pro lepší jízdní vlastnosti na sněhu.